# Typhlodromus rarus
Typhlodromus rarus är en spindeldjursart som beskrevs av Wainstein 1961. Typhlodromus rarus ingår i släktet Typhlodromus och familjen Phytoseiidae. Inga underarter finns listade i Catalogue of Life.